# Boisavia B.50 Muscadet
 (avril 2017).
Si vous disposez d'ouvrages ou d'articles de référence ou si vous connaissez des sites web de qualité traitant du thème abordé ici, merci de compléter l'article en donnant les références utiles à sa vérifiabilité et en les liant à la section « Notes et références ».
Le Boisavia B.50 Muscadet était un prototype français monoplan triplace en cabine qui vola pour la première fois en 1946.

## Conception et exploitation
Le B.50 fut conçu et construit après la seconde Guerre Mondiale par Lucien Tieles, c'était un monoplan à aile haute triplace équipé d'un train d'atterrissage classique et d'une roulette de queue. Le prototype, avec l'immatriculation française F-WCZE, vola pour la première fois le 13 octobre 1946, propulsé par un moteur Renault 4P de 100 ch. Tieles transforma ensuite l'avion en quadriplace et créa la Société Boisavia pour construire en série l'avion qu'il appela Mercurey,.